# Baby Love
"Baby Love" (em português:  Querido Amado) é uma canção da artista americana Nicole Scherzinger. A canção foi produzida por will.i.am que também participa da faixa. Os artistas co-escreveram a música com Kara DioGuardi e Keith Harris. "Baby Love" foi lançado em 18 de setembro de 2007 pela A&M e Interscope Records, como o single do inédito álbum de estúdio de Scherzinger, Her Name Is Nicole. É uma balada é um folk-R&B sobre um prematuro primeiro amor de uma pessoa com alguém.
"Baby Love" recebeu uma recepção mista de críticos contemporâneos, com os revisores complementando a habilidade vocal de Scherzinger, mas descartando a música por não ser o tipo de música para começar uma carreira. No entanto, a música conseguiu atingir o pico entre os vinte primeiros em treze países, incluindo Alemanha, Itália, Suíça, Reino Unido e Irlanda. Um videoclipe de acompanhamento dirigido por Francis Lawrence e foi filmado em Catalina Island, na Califórnia. Scherzinger interpretou "Baby Love" em uma série de aparições ao vivo, como uma apresentação no MTV Europe Music Awards de 2007.

## Antecedentes e composição
Após o fracasso comercial de "Whatever U Like", foi anunciado que Scherzinger lançaria um novo single. A música foi usada para o comercial de TV da alemã Vybemobile e para a campanha da Samsung. "Baby Love" está incluído em várias edições internacionais do segundo álbum de estúdio Doll Domination do The Pussycat Dolls e está listado como uma música original, interpretada por Scherzinger e will.i.am intitulada "Final Version" na edição padrão. A versão no álbum é o remix oficial da música de J. R. Rotem com um novo arranjo e vocais re-gravados.
"Baby Love" é uma balada mid-tempo folk-R&B, e produzido por will.i.am. Foi escrito por Scherzinger, William Adams, Kara DioGuardi e Keith Harris, na clave musical de Fá menor. A "descontraído vibe" da canção foi comparada com a canção "Stickwitu" (2005) do Pussycat Dolls e "Big Girls Don't Cry" (2006) de Fergie, que também foi produzido por will.i.am. De acordo com a partitura publicada pela Sony/ATV Music Publishing, a música tem um tempo definido em tempo comum, com um tempo de 90 batimentos por minuto. A melodia é composta principalmente por instrumentos de piano e guitarra.

## Recepção crítica
Um revisor do Manchester Evening News escreveu que é "um pequeno número que destaca seus vocais acima da média".

## Desempenho comercial
O single alcançou um sucesso razoável fora dos Estados Unidos, particularmente na Europa. Isto é provavelmente devido ao desempenho de Scherzinger no MTV Europe Music Awards 2007 em 1 de novembro de 2007, no qual ela cantou a música com will.i.am, o produtor e artista de destaque da música. A música chegou ao número 14 no UK Singles Chart. Também se tornou um dos dez mais vendidos na Alemanha e na Itália .
Embora a música não tenha sido bem-sucedida na Billboard Hot 100, ela alcançou o número quatro na Billboard Hot Dance Club Play e chegou ao número 8 na parada da Bubbling Under Hot 100.

## Videoclipe
O videoclipe foi filmado em Catalina Island, Califórnia, e foi dirigido por Francis Lawrence. O videoclipe estreou em 24 de setembro de 2007.

### Sinopse
O vídeo é aberto com Scherzinger na cama, inserindo um cartão de memória de vídeo em um laptop. Ela está vestida apenas com um sutiã branco e calcinha. Em seguida, vemos muitas nuvens, antes de ver Scherzinger acordar deitada na cama com seu namorado. Ela rola em cima dele, antes de sair ainda de cueca com um cardigã cinza por cima. O barco então cruza e Nicole faz várias aparições em um biquíni branco. Então nós a vemos deitada em uma cama de sol debaixo de seu namorado em um biquíni preto. Ele está sem camisa e olha para ela. Ela então mostra o vídeo para ele em sua câmera. Ela então canta para a câmera presumivelmente nua, com a gente apenas vendo seu rosto e suas pernas. Ela então está deitada ao sol em seu biquíni branco. Ela então mergulha no oceano em seu biquíni preto, seguida por seu namorado. Eles então aparecem embaixo d'água, abraçando um ao outro. Depois disso, em uma praia, Nicole beija os ombros de seu namorado. Ela então dança na frente da câmera em um biquíni preto e pêssego. Ela então é vista abraçando seu namorado (ambos são presumidos nus, fazendo amor) na praia. Nicole e seu namorado fazem uma viagem em uma motocicleta logo depois. Nicole está com calças quentes e uma jaqueta preta. Will.i.am então faz sua estréia cantando um verso solo à distância.
Em seguida, vemos Nicole em seu biquíni preto e pêssego deitado na areia. Seu amante está filmando-a de cima. Nicole então é vista semi nua, com as mãos cobrindo os seios. Então ela é vista brincando com seu amante no mar. Eles se espalham e Nicole é vista na beira do barco, com um vestido azul. Mais semi nuas aparições seguem. Mas depois voltamos para a cama, que foi vista no começo. Nicole agora está ajoelhada em cima de seu namorado, em seu sutiã branco e calcinha. Ela canta para ele enquanto ele acaricia seus quadris e toca os lados de sua calcinha. Ela então se inclina para beijar sua bochecha suavemente. Ele beija o braço dela. O vídeo termina com Scherzinger fazendo uma aparição semi nua final, cobrindo os seios com as mãos. Ela ri e a cena desaparece.

## Performances ao vivo
Em outubro de 2007, ela se apresentou no show Homecoming da KIIS-FM no Honda Center e cantou "Whatever U Like", "Baby Love" e "Supervillain".

## Faixas e formatos
| - Download Digital 1. "Baby Love" com participação de will.i.am – 4:42 - Single Digital 1. "Baby Love" com participação de will.i.am – 4:41 2. "Whatever U Like" com participação de T.I. – 3:53 - EP Digital 1. "Baby Love" com participação de will.i.am – 4:42 2. "Whatever U Like" com participação de T.I. – 3:53 3. "Baby Love" (Instrumental) – 4:44 | - CD single 1. "Baby Love" com participação de will.i.am – 4:42 2. "Whatever U Like" com participação de T.I. – 3:54 3. "Baby Love" – 7:16 4. "Baby Love" (Vídeoclipe) – 4:43 - CD single 2 1. "Baby Love" com participação de will.i.am – 4:43 2. "Whatever U Like" com participação de T.I. – 3:53 3. "Baby Love" (Instrumental) – 4:43 4. "Baby Love" (Vídeoclipe) – 4:43 |

## Desempenho nas tabelas musicais
| Chart (2007—08)                                 | Maior posição |
| ----------------------------------------------- | ------------- |
| Alemanha (Offizielle Deutsche Charts)           | 5             |
| Austrália (ARIA)                                | 58            |
| Austrália (ARIA Urban)                          | 15            |
| Áustria (Ö3 Austria Top 75)                     | 21            |
| Bélgica (Ultratip Bubbling Under de Flandres)   | 2             |
| Bélgica (Ultratip Bubbling Under da Valônia)    | 7             |
| Dinamarca (Hitlisten)                           | 37            |
| Escócia (Scottish Singles Chart)                | 13            |
| Eslováquia (Rádio Top 100)                      | 8             |
| Estados Unidos (Bubbling Under Hot 100 Singles) | 8             |
| Estados Unidos (Billboard Dance Club Songs)     | 4             |
| Hungria (Rádiós Top 40)                         | 11            |
| Irlanda (IRMA)                                  | 15            |
| Itália (FIMI)                                   | 9             |
| Noruega (VG-lista)                              | 10            |
| Países Baixos (Dutch Top 40)                    | 27            |
| Países Baixos (Single Top 100)                  | 56            |
| Polônia (Airplay Chart)                         | 4             |
| Reino Unido (UK Singles Chart)                  | 14            |
| Reino Unido (OCC UK R&B)                        | 5             |
| República Checa (Rádio Top 100)                 | 4             |
| Suécia (Sverigetopplistan)                      | 51            |
| Suíça (Schweizer Hitparade)                     | 14            |

| Chart (2007)                          | Posição |
| ------------------------------------- | ------- |
| Austrália (ARIA)                      | 70      |
| Austrália (ARIA Urban)                | 15      |
| Reino Unido (Official Charts Company) | 183     |

## Histórico de lançamento
| País           | Data                   | Formatos                           | Gravadora               |
| -------------- | ---------------------- | ---------------------------------- | ----------------------- |
| Canadá         | 18 de setembro de 2007 | Download digital                   | A&M, Interscope Records |
| Estados Unidos | 18 de setembro de 2007 | Download digital, mainstream radio | A&M, Interscope Records |
| França         | 21 de setembro de 2007 | Digital download                   | Universal Music         |
| Irlanda        | 21 de setembro de 2007 | Digital download                   | Universal Music         |
| Noruega        | 21 de setembro de 2007 | Digital download                   | Universal Music         |
| Reino Unido    | 21 de setembro de 2007 | Digital download                   | Polydor Records         |
| França         | 27 de setembro de 2007 | EP Digital                         | Universal Music         |
| Irlanda        | 27 de setembro de 2007 | EP Digital                         | Universal Music         |
| França         | 2 de novembro de 2007  | Single digital                     | Universal Music         |
| Irlanda        | 2 de novembro de 2007  | Single digital                     | Universal Music         |
| Noruega        | 2 de novembro de 2007  | Single digital                     | Universal Music         |
| Alemanha       | 5 de novembro de 2007  | Single digital                     | Universal Music         |
| Reino Unido    | 5 de novembro de 2007  | Single digital                     | Polydor Records         |